# Oza Tétrault
Oza Tétrault (né le 1er mai 1908 à Noëlville en Ontario - mort le 17 octobre 1995) est un gérant et homme politique fédéral et municipal du Québec.

## Biographie
Oza Tétrault entame une carrière politique en servant comme échevin et maire de la municipalité de Val-d'Or respectivement de 1944 à 1948 et de 1948 à 1954.
Élu député du Ralliement créditiste dans la circonscription fédérale de Villeneuve en 1968, il est réélu député du Parti Crédit social du Canada en 1972. Après avoir servi comme whip de 1972 à 1973, il ne se représente pas en 1974.